# Hammonia (personificazione)

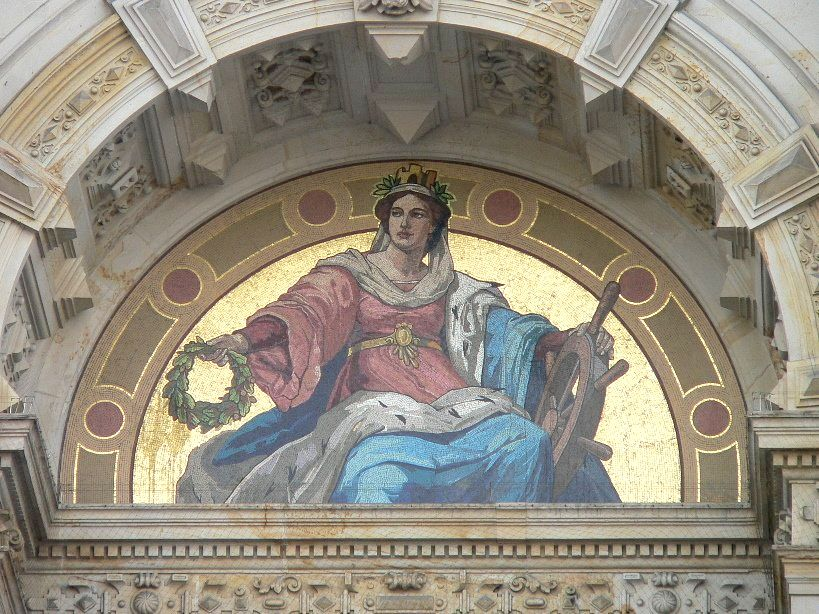
Hammonia raffigurata in un mosaico nel Municipio di Amburgo

Hammonia rappresenta la personificazione della città tedesca di Amburgo, a partire dal XVIII secolo quando inizia ad apparire nell'arte e nella letteratura. In precedenza la patrona della città era la Vergine Maria.  Il nome pare derivare dalla lingua sassone, in cui il termine hamma o hamme significa luogo fornito di acqua ed alberi.

## Galleria d'immagini

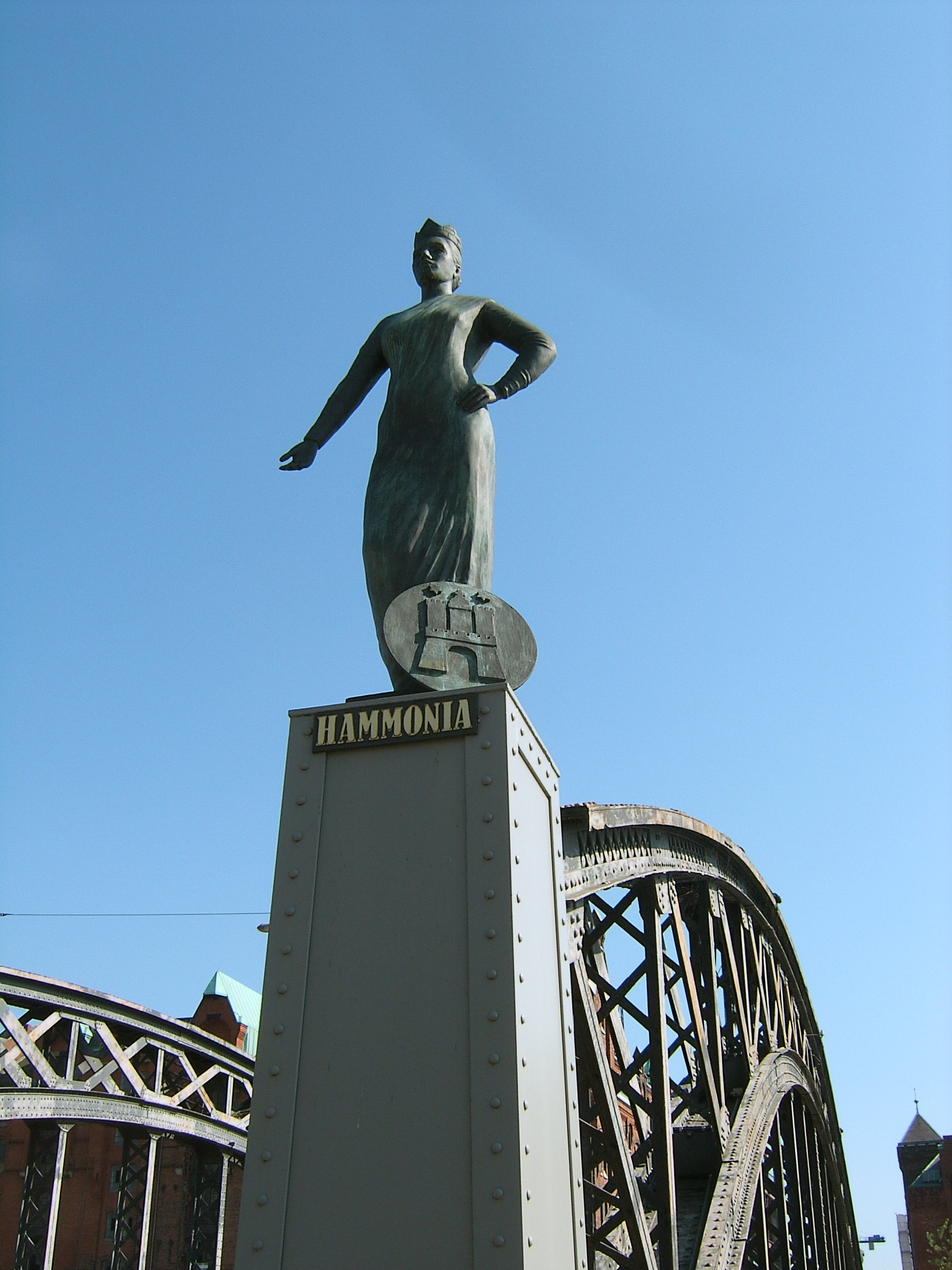
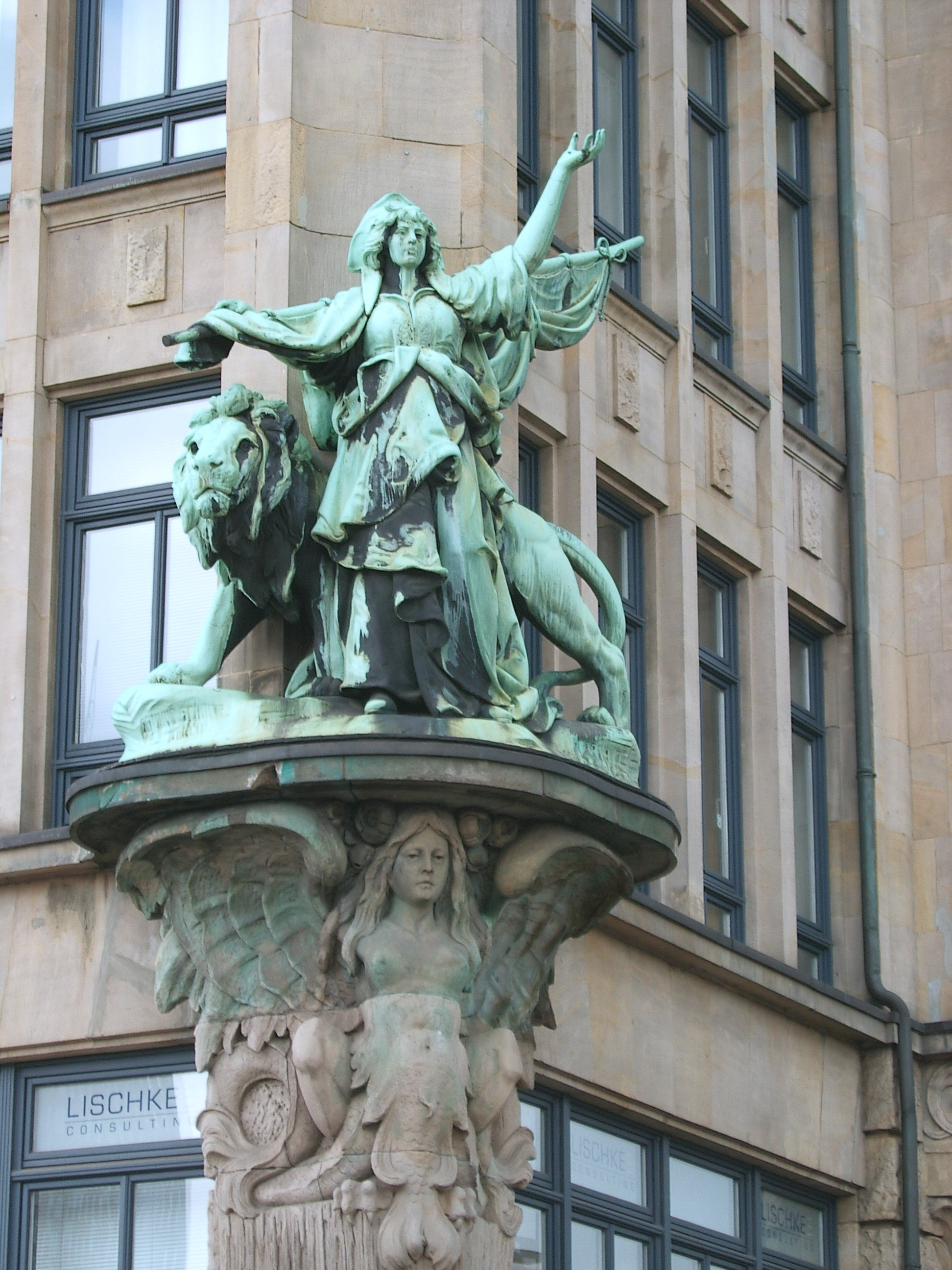
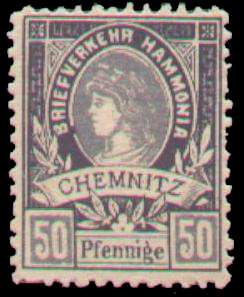